# Maputobukten

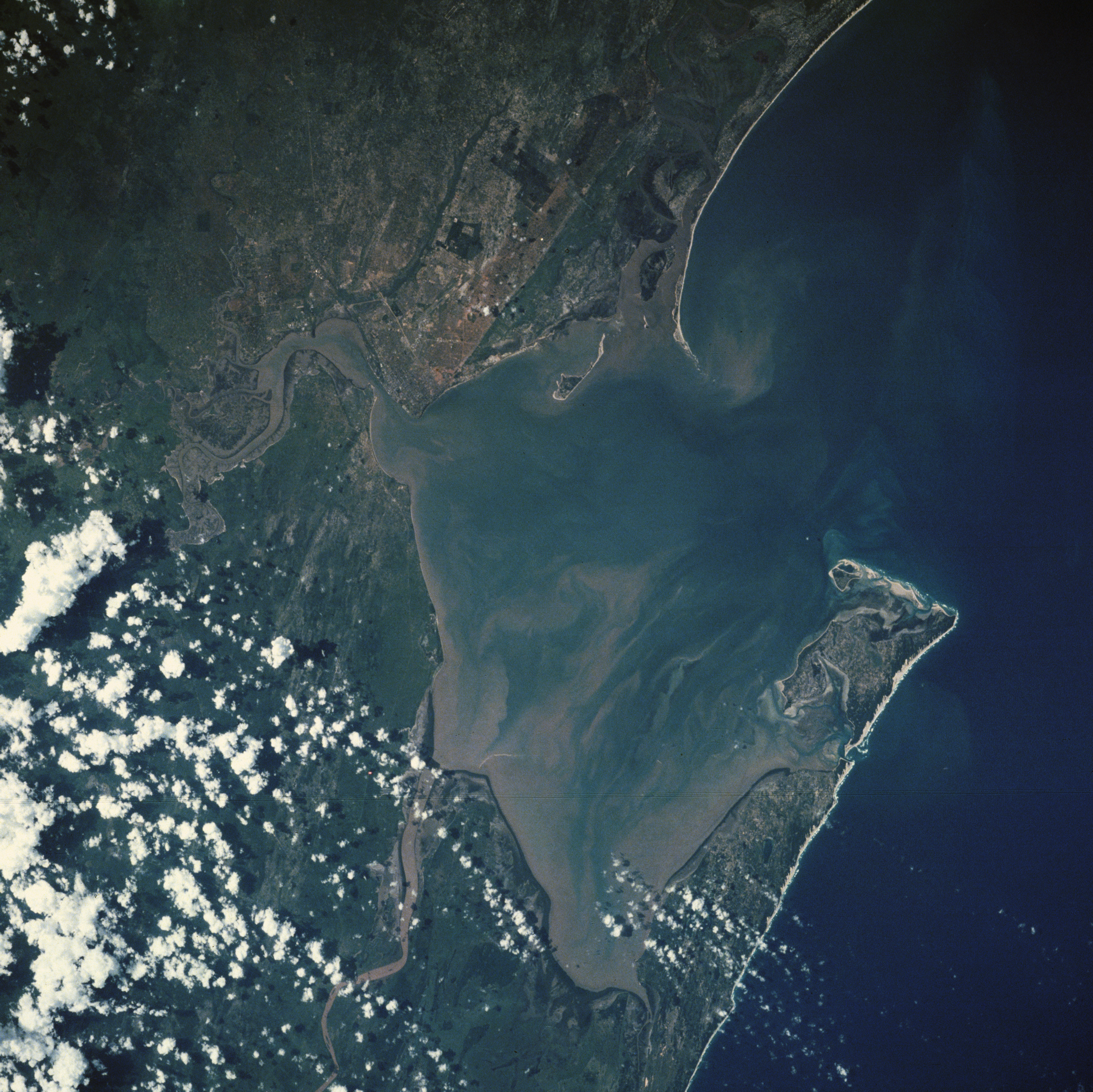
Maputobukten från rymden, januari 1990.

Maputobukten (portugisiska: Baia da Maputo), tidigare Delagoabukten (portugisiska: Baía da Lagoa) är en bukt i Indiska oceanen utanför Maputo i Moçambique. Floderna Umbeluzi, Tembe och  Matola mynnar ut i södra delen av bukten.
Maputobukten besöktes av Vasco da Gama år 1502, men utforskades först 1544 av den portugisiska upptäckaren Lourenço Marques. Han gav namn till den stad som  döptes om till Maputo år 1975.
År 2018 invigdes Afrikas längsta hängbro, Maputo–Katembe-bron, mellan västra och östra delen av bukten.